# Matthias Strolz

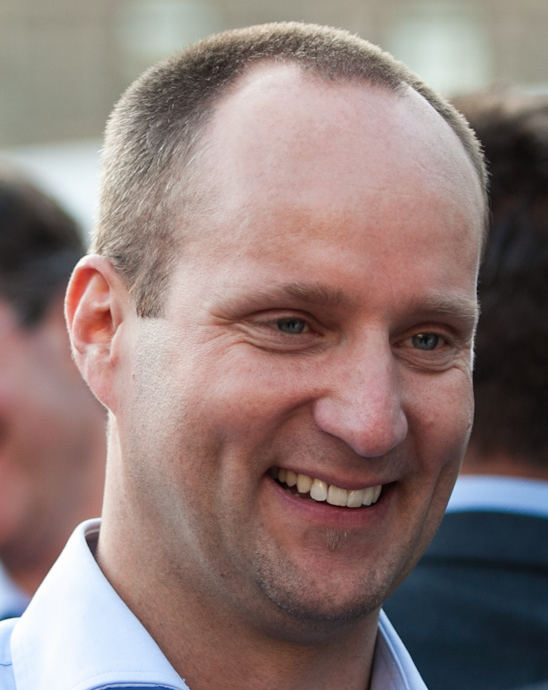
Matthias Strolz (2013)

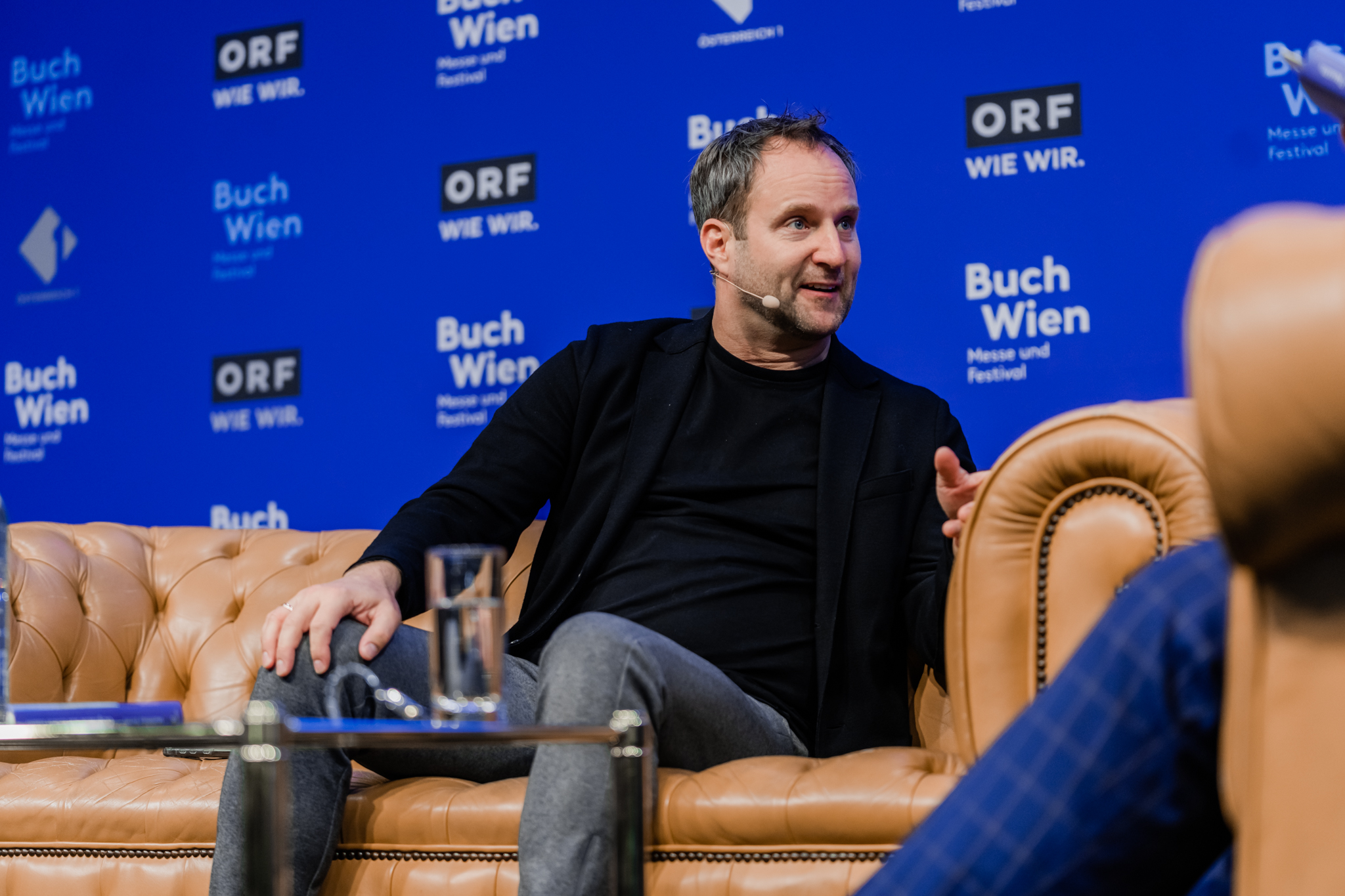
Matthias Strolz bei der Buch Wien (2022)

Matthias Strolz (* 10. Juni 1973 in Bludenz, Vorarlberg) ist ein österreichischer Unternehmer, ehemaliger Politiker (NEOS) und Musiker. Von 2013 bis 2018 war er Abgeordneter zum österreichischen Nationalrat und dort auch Klubobmann seiner Partei. Er war Gründungsmitglied und von 2012 bis 2018 Bundesparteivorsitzender der Partei NEOS – Das Neue Österreich, mit der er bei der Nationalratswahl in Österreich 2013 auf Anhieb den Einzug in den Nationalrat erreichte. Als Musiker brachte er gemeinsam mit Kurt Razelli 2018 das Album Lost in Space und 2023 das Album Back to Earth heraus.

## Ausbildung und Werdegang
Strolz wuchs in Wald am Arlberg, einem Ortsteil der Gemeinde Dalaas, im Vorarlberger Klostertal auf. Im Jahr 1991 absolvierte er die Matura am Bundesgymnasium Bludenz. Während seiner Schulzeit war er von 1990 bis 1991 Landesschulsprecher von Vorarlberg. Anschließend begann Strolz das Studium der Internationalen Wirtschaftswissenschaften und der Politikwissenschaft an der Universität Innsbruck; 1994/95 verbrachte er ein Auslandssemester an der Dublin City University.
Im Laufe seines Studiums wurde Strolz im Jahr 1996 als Mitglied der AktionsGemeinschaft zum Vorsitzenden der Hochschülerschaft an der Universität Innsbruck gewählt. In den Jahren 1997 und 1998 arbeitete er zudem als freischaffender Journalist und Publizist und rückte ein Jahr darauf zum Präsenzdienst beim österreichischen Bundesheer ein.
Im Jahr 2000 erlangte Strolz zum einen die Befähigung zum geprüften Unternehmensberater, zum anderen wurde er Trainee bei der Industriellenvereinigung. Nebenbei arbeitete er seit 1997 als freischaffender Trainer und Moderator. Zugleich wurde er parlamentarischer Mitarbeiter des Vorarlberger ÖVP-Nationalratsabgeordneten Karlheinz Kopf. Im Jahre 2001 gründete Strolz als geschäftsführender Gesellschafter das Unternehmen ic2 consulting GmbH.
Im Jahre 2003 erlangte er an der Fakultät für Interdisziplinäre Forschung und Fortbildung der Universität Klagenfurt in Wien seinen Doktorgrad mit einer Dissertation zum Thema Organisationsentwicklung.
Ab 2008 war er anschließend geschäftsführender Gesellschafter der promitto GmbH. Er beteiligte sich etwa im Juni 2019 am Salzburger Startup-Unternehmen story.one. Am 4. Juni 2019 kehrte Matthias Strolz mit der Fernsehsendung Strolz trifft… am österreichischen Privatsender Puls 4 zurück auf die mediale Bühne. Ebenfalls im Juni 2019 wurde Strolz Mitglied des Expertenbeirats der neu gegründeten „Mega Bildungsstiftung“ der B&C Privatstiftung und der Berndorf Privatstiftung.
Im April 2021 übernahm er die Beratung des Bildungsministeriums von Heinz Faßmann, der Vertrag wurde bis November 2021 abgeschlossen, Auftragsinhalt war die Strategiebegleitung beim Pädagogikpaket samt Kommunikationskonzept und Umsetzungsbegleitung.
Ein weiterer Vertrag für die Konzeption und Begleitung der Stakeholder-Tour zum Pädagogikpaket und zu den Lehrplänen neu wurde im Juni 2021 abgeschlossen.

## Politischer Werdegang
Seine unternehmerischen Tätigkeiten stellte Matthias Strolz im Oktober 2012 ein, als er die Partei NEOS – Das Neue Österreich mitbegründete, zu deren Vorsitzendem er beim Gründungskonvent am 27. Oktober 2012 gewählt wurde. Die neu gegründete Partei ging im Vorfeld der Nationalratswahl 2013 ein Wahlbündnis mit dem Liberalen Forum ein und erreichte bei der Wahl mit 5,0 Prozent der Stimmen den Einzug in den Nationalrat.
Am 29. Oktober 2013 wurde Strolz erstmals als Abgeordneter im österreichischen Nationalrat angelobt. Im Parlament fungierte er in der Folge als Klubobmann des Parlamentsklubs von NEOS und LIF. Nach der Fusion von NEOS und LIF zur neuen Partei Neos – Das Neue Österreich und Liberales Forum am 25. Jänner 2014 wurde er von der Mitgliederversammlung erneut zum Parteivorsitzenden gewählt.
Strolz kündigte am 7. Mai 2018 an, Ende Juni 2018 als Parteivorsitzender und in weiterer Folge im Herbst auch als Klubobmann zurückzutreten und aus dem Nationalrat auszuscheiden. Sein an Sozialministerin Beate Hartinger-Klein gerichteter Sager „Was ist mit Ihnen, Frau Minister!?“ wurde von der Forschungsstelle für österreichisches Deutsch zum Spruch des Jahres 2018 gewählt.
Er brachte mit dem Satz, der Teil seines Redebeitrags zum Nichtraucherschutzgesetz in der Sitzung des Nationalrats am 28. Februar 2018 war, sein Erstaunen darüber zum Ausdruck, dass die Ministerin zuvor indirekt das gesundheitsschädliche Rauchen verteidigt hatte. Nach dem Ausstieg aus der aktiven Innenpolitik wurde Matthias Strolz wieder als Unternehmer und systemischer Organisationsentwickler tätig.

„Ich bin nicht Passagier, ich bin der Pilot meines Lebens. Ich folge dem Ruf meines Herzens.“

Strolz ist während seiner politischen Karriere immer wieder durch seine bildhaften und plakativen Vergleiche aufgefallen; ein häufiger Vergleich war der des „Flügelhebers“, womit er sich insbesondere für Chancen in der Bildung aussprach.
Bei einem Parteitag am 23. Juni 2018 wurde er schließlich offiziell als Parteivorsitzender verabschiedet und Beate Meinl-Reisinger von den Delegierten zu seiner Nachfolgerin gewählt. Meinl-Reisinger folgte Strolz im Herbst 2018 auch als Nationalratsabgeordnete und NEOS-Klubobfrau nach. Nach der Nationalratssitzung vom 26. September 2018 schied Matthias Strolz als Nationalratsabgeordneter aus und überließ seiner Nachfolgerin das Mandat.
Im November 2023 kündigte Matthias Strolz zunächst dem Standard gegenüber an, ohne bestimmten Zeitplan in die Politik zurückkehren zu wollen.
Einige Monate später schrieb er hingegen, er verlasse die Parteipolitik. So verkündete er im September 2024 seinen Parteiaustritt, wolle die NEOS aber weiterhin wählen.

## Privatleben
Strolz ist seit 2005 mit seiner Frau verheiratet und Vater von drei Töchtern. Er wohnt mit seiner Familie in Mauer, einem Teil des 23. Wiener Gemeindebezirks Liesing.

## Sonstiges
Im Oktober 2018 präsentierte er gemeinsam mit Kurt Razelli im Wiener Flex sein Album Lost in Space. Das Album stieg in der ersten Woche als höchster Neueinsteiger auf Platz 14 der FM4 Charts ein.
Im April 2023 veröffentlichte er das Lied Ich muss siegen, produziert mit Kurt Razelli. Im Video zum Lied spielte Philipp Hochmair die Hauptrolle. Im Herbst 2023 veröffentlichte er mit Razelli das zweite gemeinsame Album Back to Earth.
Sein an Elisabeth Köstinger in der ORF-Sendung Im Zentrum gerichteter Ausspruch „Eli, es ist vorbei!“ nach dem Rücktritt von Sebastian Kurz als Bundeskanzler wurde im Rahmen der Wahl zum Österreichischen Wort des Jahres 2021 zum Spruch des Jahres gewählt.

## Veröffentlichungen
- Matthias Strolz: Gespräche mit einem Baum: Ein weiser Freund und die großen Geheimnisse des Lebens. Kailash, München 2022, ISBN 978-3-424-63225-5.
- Matthias Strolz: Sei Pilot deines Lebens: In 5 Schritten zur persönlichen Entfaltung. Brandstätter Verlag, Wien 2019, ISBN 978-3-7106-0365-5.
- Matthias Strolz: Mein neues Österreich: Heimat großer Chancen. Contentkaufmann, Wien 2017, ISBN 978-3-9504371-4-0.
- Mit Michael Unger (Hrsg.): Matthias Strolz, Michael Unger (Hrsg.): Die mündige Schule: Buntbuch Schulautonomie. Contentkaufmann, Wien 2015, ISBN 978-3-9504027-0-4.
- Eine pralle Mischung aus Idealismus und Professionalität. In: Thomas Hofer, Barbara Tóth (Hrsg.): Wahl 2013. Macht, Medien, Milliardäre – Analysen zur Nationalratswahl. 2. Auflage. LIT, Wien / Berlin / Münster 2014, ISBN 978-3-643-50549-1, S. 95–105 (eingeschränkte Vorschau in der Google-Buchsuche).
- Barbara Guwak, Matthias Strolz: Die vierte Kränkung: Wie wir uns in einer chaotischen Welt zurechtfinden. Goldegg Verlag, Wien 2012, ISBN 978-3-902729-98-9.
- Matthias Strolz: Warum wir Politikern nicht trauen ... und was sie tun müss(t)en, damit sich das ändert. K & S, Wien 2011, ISBN 978-3-218-00821-1.